# (4899) Candace
(4899) Candace (1988 JU) – planetoida z grupy pasa głównego asteroid okrążająca Słońce w ciągu 3,66 lat w średniej odległości 2,37 j.a. Odkryta 9 maja 1988 roku.